# Lintalunds naturreservat
Lintalund är ett naturreservat i Hylte kommun i Småland.
Området kring det nuvarande naturreservatet har historisk sett hört till Färgaryds socken. Den 1 januari 1953 överfördes dock området från Färgaryds församling till Torups församling (och motsvarande jordebokssocken) och betraktas därför ofta (bland annat av Riksantikvarieämbetet) som en del av Torups socken.
Området är skyddat sedan 1986 och omfattar 13,6 hektar. Reservatet utgör ett område kring den gamla gården Lintalund där man finner rester av ett ålderdomligt kulturlandskap. Där finns ett antal odlingsrösen. Närmast gården finns en löväng som fortfarande brukas på traditionellt sätt med årlig lieslåtter. 
Här finns ett flertal häckande småfåglar och växtligheten består av stor artrikedom.
Reservatet är beläget 6 km nordost om Torup nära Nissastigen. Där finns ett boningshus som är byggt 1852 med väsentligen orörd interiör. Där finns även en äldre ekonomibyggnad byggd på 1800-talet. 
I närheten finns nu Glassbo våffelstuga, belägen i Norra Glassbo. Här finns två sammanbyggda boningshus från mitten av 1800-talet bestående av en enkelstuga och en parstuga. En rad modernare byggnader har uppförts i anslutning till dessa.
Fastigheten Lintalund 1:1, som bland annat omfattar området kring naturreservatet, donerades till Torups Hembygdsförening 1973. Gården räknas som hembygdsgård och sköts av Hembygdsföreningen.